# Pod Brodem
Pod Brodem – nieoficjalna części wsi Rzeczyca w Polsce położona w województwie lubelskim, w powiecie tomaszowskim, w gminie Ulhówek.
W latach 1975–1998 miejscowość administracyjnie należała do województwa zamojskiego.